# بخش لیسشیل
بخش لیسشیل (به سوئدی: Lysekils kommun) یک ناحیه شهری در سوئد است که در شهرستان وسترا گوتلاند واقع شده‌است.

## خواهرخوانده
شهرهای Tvedestrand, Hirtshals و Hirvensalmi خواهرخوانده‌های بخش لیسشیل هستند.